# Hallingeberg (метеорит)
Hallingeberg — метеорит хондрит, упавший 1 февраля 1944 года вблизи деревни Халлингеберг, лен Кальмар, Швеция. Относится к редкому типу L3.4 и представляет интерес для изучения ранней истории Солнечной системы
Установлена закономерность с падением ещё двух метеоритов Skane-Tranas и Langhalsen, также упавшими на территории Швеции, что подтверждает существование метероидных орбит

## Падение
Падение произошло около 14:00 по местному времени и сопровождалось громким звуком. Очевидцы наблюдали яркую вспышку в небе. Позднее были найдены фрагменты метеорита общей массой 1456 граммов. Крупнейший из них весил 685 г. Координаты падения: 57°49′00″ северной широты, 16°14′00″ восточной долготы.

## Классификация и состав
Hallingeberg классифицируется как обыкновенный хондрит группы L с петрографическим типом 3.4. Это означает, что метеорит содержит пониженное количество железа и подвергался слабому термическому метаморфизму.
В метеорите присутствуют:
- Троилит
- таенит
- пироксены
- оливин

Хондры имеют различные текстуры: порфиритовую, радиальную, барредовую.

## Научная значимость
Метеорит интересен как образец вещества, сформировавшегося на ранней стадии существования протопланетного диска. Он используется в геохимических и петрологических исследованиях, связанных с происхождением хондр и эволюцией метеоритного вещества.

## Хранение
- Основной фрагмент (685 г) хранится в Лундском университете (Швеция).
- Образцы также представлены в коллекции РАН (ГЕОХИ)